# 劉遵憲
劉遵憲（1575年—1644年），字可權，號心盘，直隸大名府大名县（今河北省正定縣）人，明末政治人物，官至工部尚書。

## 生平
萬曆三十二年（1604年），登進士，历寿张、滋阳二知县，升户部主事，改兵部，累官兵部職方郎中。萬曆四十三年（1615年），任山東副使、陝西兵備副使、陝西按察司副使。天啟元年（1621年），擔任陝西按察司副使，后升按察使。天啟三年，兼右僉都御史，巡撫大同。天啟五年，擔任兵部左侍郎，授太子太保，忤魏忠贤，罢官归。崇祯三年(1630)，廷推为工部尚书，不赴。崇禎七年，强起擔任工部尚書。十五年致仕归。

## 家族
父劉默，字養言，登賢書，令扶溝，進郡佐，徽人賢而祀之。改平凉，以戰獲功擢刑部郎中，以子遵宪貴，賜諭祭，祀乡賢。